# Lizardo García
Lizardo García Sorroza, född 26 april 1844 i Guayaquil, Ecuador, död 29 maj 1937 i Guayaquil, Ecuador, var Ecuadors president mellan 1 september 1905 fram till 15 januari 1906 då han blev avsatt. 
Garcia föddes i Guayaquil. Han var Ecuadors minister för Frankrike år 1895, han var också senator av provinsen Guayas i Ecuador. År 1901 ställde han upp i presidentvalet i Ecuador men förlorade mot Leonidas Plaza, år 1905 ställde han upp igen och vann denna gång, men han hade bara titeln som president i bara några månader innan han blev avsatt i Januari 1906 av revolutionären Eloy Alfaro.